# Nová Ves (Lešany)
Nová Ves je malá vesnice, část obce Lešany v okrese Benešov. Nachází se asi 1 km na sever od Lešan. V roce 2009 zde bylo evidováno 28 adres.
Nová Ves leží v katastrálním území Lešany nad Sázavou o výměře 9,57 km².

## Popis
Nová ves leží ve vyhledávané rekreační oblasti – Posázaví a samotná řeka Sázava protéká nedaleko obce. Dostupný je jez v blízkosti Kamenného Přívozu, stejně jako Kamenný Přívoz samotný. Mezi další blízké obce patří Netvořice a Hostěradice. K větším městům v blízkém okolí Nové Vsi patří Benešov a Jílové u Prahy.
V samotné Nové Vsi patří k zajímavostem bývalý hostinec U Brabců, který fungoval i v době, kdy bylo místní obyvatelstvo nuceno se vystěhovat. Ke zrušení této živnosti došlo teprve po druhé světové válce. Lesy v okolí Nové Vsi lákají zejména v době vhodné pro houbaření svou bohatou úrodou. V horkém letním počasí slouží jako zdroj osvěžení nejen řeka Sázava, ale i nedaleký rybník Moštěňák.

## Historie
První písemná zmínka o vesnici pochází z roku 1849.
Za druhé světové války se ves stala součástí vojenského cvičiště Waffen-SS Benešov a její obyvatelé se museli 15. října 1942 vystěhovat.

## Další fotografie

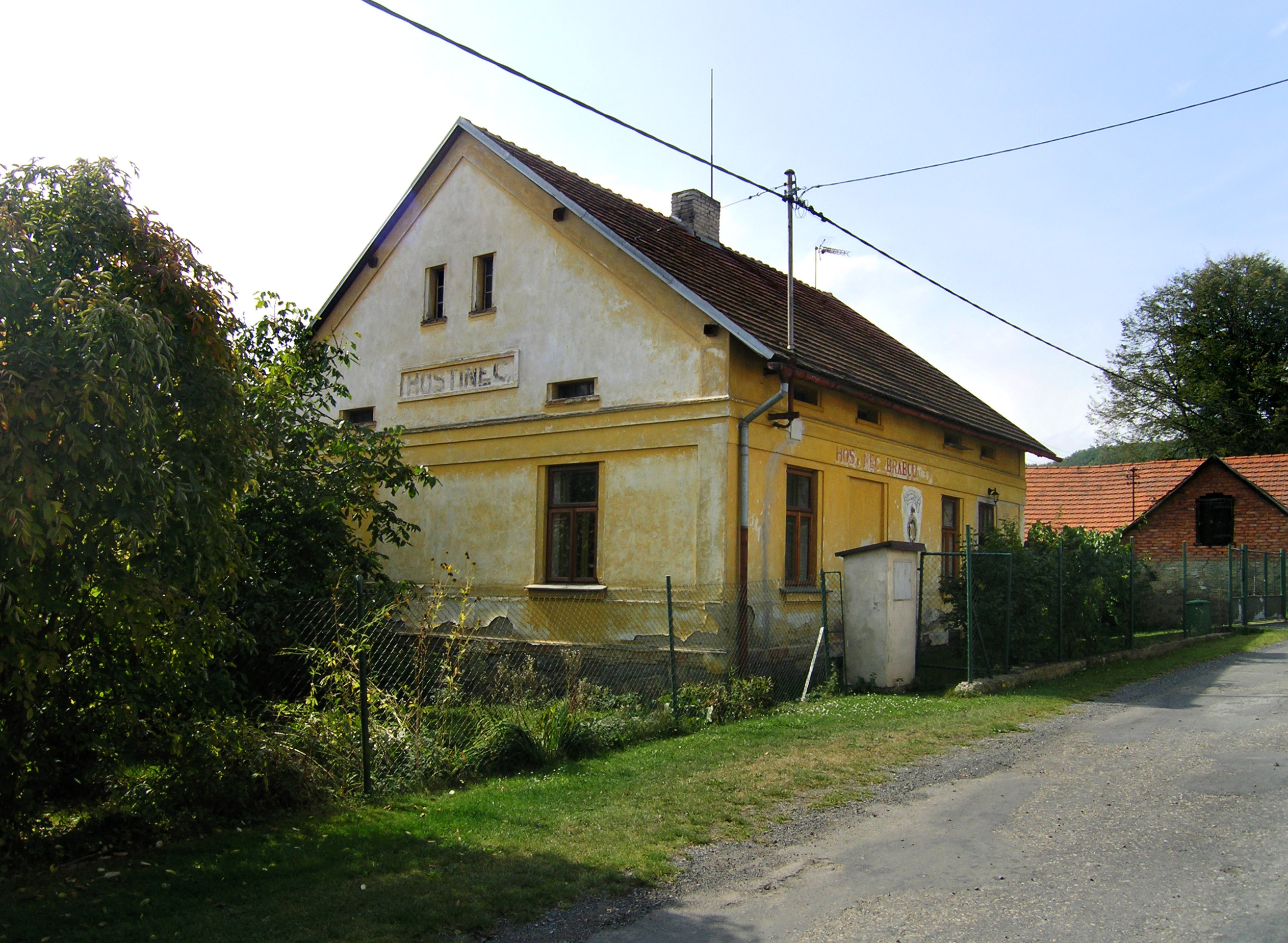
Opuštěná hospoda
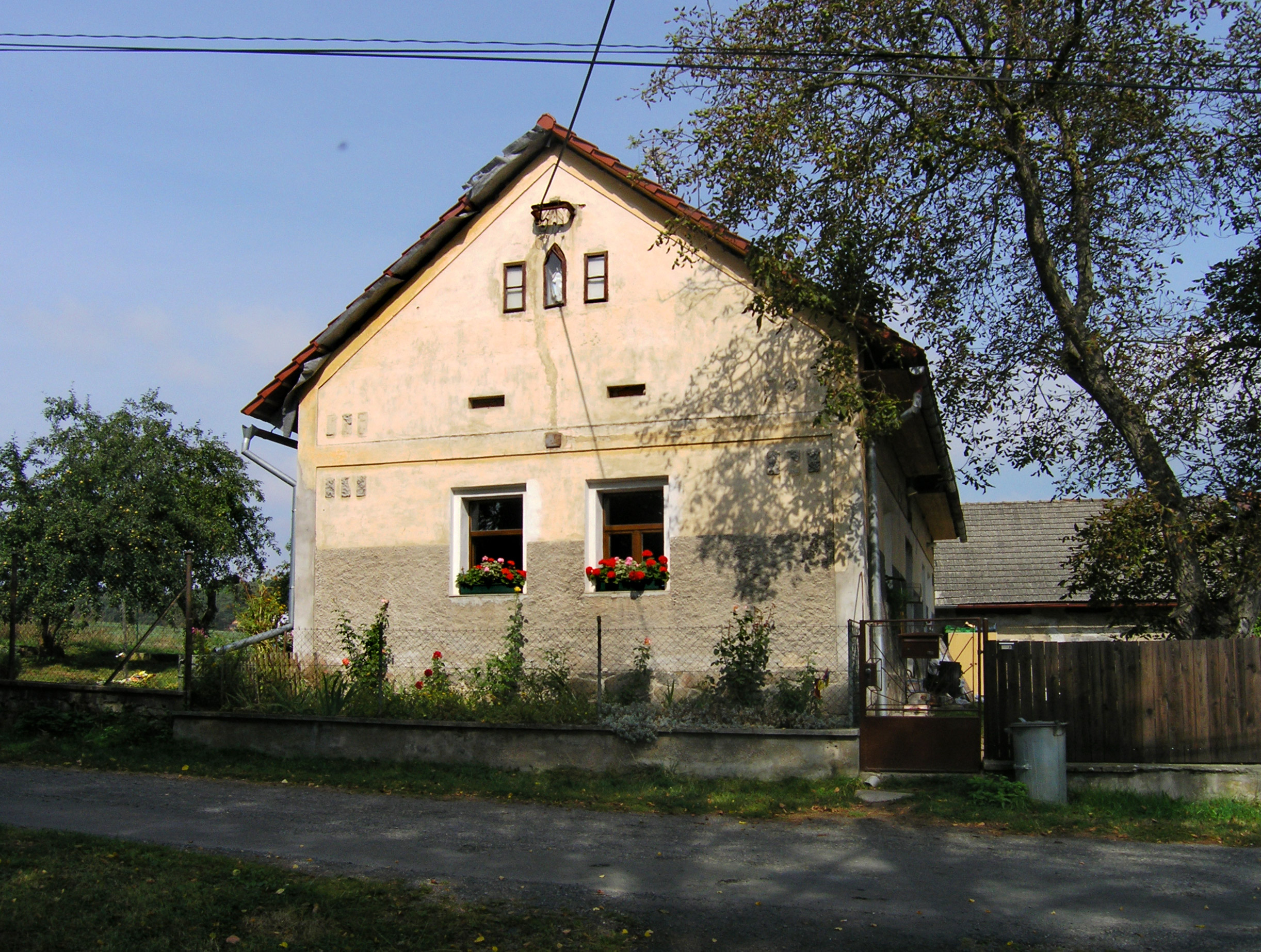
Dům čp. 7